# Nyakörves bülbül
A nyakörves bülbül (Spizixos semitorques) a verébalakúak (Passeriformes) rendjébe, ezen belül a bülbülfélék (Pycnonotidae) családjába tartozó faj.

## Rendszerezése
A fajt Robert Swinhoe angol diplomata és zoológus írta le 1861-ben.

## Alfajok
- Spizixos semitorques semitorques (Swinhoe, 1861) – közép-, dél- és délkelet-Kína, észak-Vietnám;
- Spizixos semitorques cinereicapillus (Swinhoe, 1871) – Tajvan.

## Előfordulása
Délkelet-Ázsiában, Kína, Tajvan és Vietnám területén honos. Természetes élőhelyei a mérsékelt övi erdők, szubtrópusi vagy trópusi hegyi esőerdők és cserjések, valamint másodlagos erdők és városi régiók. Állandó, nem vonuló faj.

## Megjelenése
Testhossza 23 centiméter.

## Életmódja
Gyümölcsökkel és rovarokkal táplálkozik. Márciustól júliusig költ.

## Természetvédelmi helyzete
Az elterjedési területe rendkívül nagy, egyedszáma pedig stabil. A Természetvédelmi Világszövetség Vörös listáján nem fenyegetett fajként szerepel.